# 大阪ハイテクノロジー専門学校
大阪ハイテクノロジー専門学校（おおさかハイテクノロジーせんもんがっこう）は、大阪市淀川区にある1987年設立の専修学校。運営主体は、学校法人大阪滋慶学園（滋慶学園グループ）。

## 概要
スポーツトレーナー、バイオテクノロジー技術者、臨床工学技士、柔道整復師、鍼灸師（はり師・きゅう師）、ロボット技術者などを養成する専修学校である。

## 沿革
学校ホームページの「沿革」を主に参照。開設後、募集停止となっている学科・専攻等もある。
- 1987年（昭和62年）- 学校法人大阪滋慶学園により大阪ハイテクノロジー専門学校開校。生命工学技術科、医用電子科、新素材技術科を設置
- 1988年（昭和63年）- 臨床工学技士科、人工知能科を設置。日本初の臨床工学技士養成校となる
- 1990年（平成2年） - 情報処理科（夜間）を設置
- 1991年（平成3年） - スポーツ科学科を設置
- 1994年（平成6年） - アメリカのコミュニティカレッジへの海外研修が始まる
- 1995年（平成7年） - 福祉科学科、臨床工学技士専攻科を設置。卒業生に専門士の称号授与が始まる
- 1996年（平成8年） - 医用電子科を医療科学科に改称
- 1999年（平成11年） - 保健福祉心理科を設置
- 2000年（平成12年） - 大阪滋慶生涯学習センターを開設
- 2001年（平成13年） - 臨床工学技士科（夜間部）、社会福祉専攻科を設置。生命工学技術科をバイオサイエンス学科に改称
- 2003年（平成15年） - 柔道整復師学科を設置
- 2004年（平成16年） - 日本語学科を設置
- 2006年（平成17年） - 臨床工学技士科（昼間部・4年制）を設置
- 2007年（平成19年） - 鍼灸スポーツトレーナー学科、鍼灸師学科を設置。滋慶医療経営管理研究センターを開設
- 2008年（平成20年） - 柔道整復トレーナー学科、分析技術学科を設置
- 2009年（平成21年） - 大阪ハイテク・ロボクリニック開院
- 2010年（平成22年） - ロボット学科を設置。鍼灸スポーツトレーナー学科を鍼灸スポーツ学科に、柔道整復トレーナー学科を柔道整復スポーツ学科に改称
- 2014年（平成26年） - バイオサイエンス学科、ロボット学科を生命工学技術科（バイオサイエンス専攻・ロボット専攻）に改組
- 2017年（平成29年） - 学校法人大阪滋慶学園創立30周年記念式典を開催。鍼灸師学科を募集停止
- 2019年（平成31年） - 診療放射線技師学科を開設
- 2021年（令和3年） - 生命工学技術科ロボット専攻を改組し人工知能学科（ロボット専攻、ビジネス専攻）を開設

## 課程・学科
以下、ホームページにて公開されている学則を主に参考
- 文化教養専門課程
  - 生命工学技術科（昼間3年制）
    - バイオサイエンス専攻
    - （AI）ロボット専攻（昼間3年制）　※2020年度まで

  - スポーツ科学科（昼間2年制）
    - アスレティックトレーナー専攻　※2020年開設
    - ストレングス＆コンディショニング専攻　※2020年開設
    - ライフスポーツ専攻　※2020年開設
    - フィットネスインストラクター専攻　※2020年開設

  - 日本語学科（昼間1年制／昼間1.5年制）
  - 専攻科（昼間1年制）
- 医療専門課程
  - 臨床工学技士科（昼間3年制／夜間3年制）
  - 臨床工学技師専攻科（昼間1年制）
  - 柔道整復師学科（昼間3年制）
  - 柔道整復スポーツ学科（昼間3年制）
  - 鍼灸スポーツ学科（昼間3年制）
    - 鍼灸アスレティックトレーナー専攻　※2020年開設
    - 鍼灸ヘルスプロデュース専攻　※2020年開設

  - 診療放射線技師学科（昼間4年制／夜間4年制）
  - 医療専攻科（昼間1年制）
- 人工知能学科（昼間3年制）　※2021年開設
  - ロボット専攻
  - ビジネス専攻

かつての組織
- スポーツ科学科（昼間2年制）
  - アスレティックトレーナー専攻
  - メディカルトレーナー専攻
  - スポーツフィットネス＆インストラクター専攻
  - スポーツチャイルド専攻
- 鍼灸師学科（昼間3年制）
- 鍼灸スポーツ学科（昼間3年制）
  - 鍼灸スポーツトレーナー専攻
  - 鍼灸スポーツ治療専攻
  - 鍼灸スポーツリハビリ専攻
- 柔道整復スポーツ学科（昼間3年制）
- 柔道整復師学科（昼間3年制）
- 柔道整復師学科（夜間3年制）
- 臨床工学技士科（昼間3年制）
  - 臨床工学病院専攻
  - 臨床工学医療機器開発専攻
- 臨床工学技士科（夜間4年制）
- 臨床工学技士専攻科（昼間1年制）
- バイオサイエンス学科（昼間3年制）
  - バイオ医薬専攻
  - バイオ化粧品開発専攻
  - バイオ環境専攻
  - バイオ機能性食品専攻
- ロボット学科（昼間2年制）
- 日本語学科（昼間1年制）（昼間1.5年制）
- 専攻科（昼間1年制）（昼間1.5年制）
  - スポーツ科学専攻
  - バイオサイエンス専攻

## 所在地
- 大阪府大阪市淀川区宮原1-2-43（新大阪駅前）

## 交通手段
- 新大阪駅より徒歩3分（東海道・山陽新幹線、東海道本線（JR京都線）、おおさか東線、Osaka Metro御堂筋線）